# Colmeneros
Colmeneros är en ort i Mexiko.   Den ligger i kommunen Coahuayutla de José María Izazaga och delstaten Guerrero, i den södra delen av landet, 300 km sydväst om huvudstaden Mexico City. Colmeneros ligger 189 meter över havet och antalet invånare är 243.
Terrängen runt Colmeneros är huvudsakligen kuperad. Colmeneros ligger nere i en dal. Runt Colmeneros är det mycket glesbefolkat, med 6 invånare per kvadratkilometer. Närmaste större samhälle är La Unión, 16,5 km sydväst om Colmeneros. I omgivningarna runt Colmeneros växer huvudsakligen savannskog.